# Congosto (métro de Madrid)
Congosto est une station de la ligne 1 du métro de Madrid en Espagne. Elle est située sous la rue de Congosto, entre les intersections avec les rues Peña Sorrapia et de la Sierra de Mira, dans l'arrondissement de Villa de Vallecas.

## Situation sur le réseau

Plan du réseau.

Établie en souterrain, Congosto est une station de passage de la ligne 1. Elle est située entre la station Villa de Vallecas, en direction du terminus Pinar de Chamartín, et la station La Gavia, en direction du terminus Valdecarros,.
Les deux voies de la ligne sont encadrées par deux quais latéraux.

## Histoire
Elle est mise en service le 3 mars 1999 lors de l'ouverture du prolongement de la ligne depuis Miguel Hernández. Elle demeure le terminus de la ligne jusqu'au 16 mai 2007, quand est mis en service une nouvelle section vers le sud-est jusqu'à Valdecarros.

## Services aux voyageurs

### Accès et accueil
La station possède deux accès équipés d'escaliers et d'escaliers mécaniques, ainsi qu'un accès direct par ascenseur depuis l'extérieur.

### Desserte

Installations et desserte
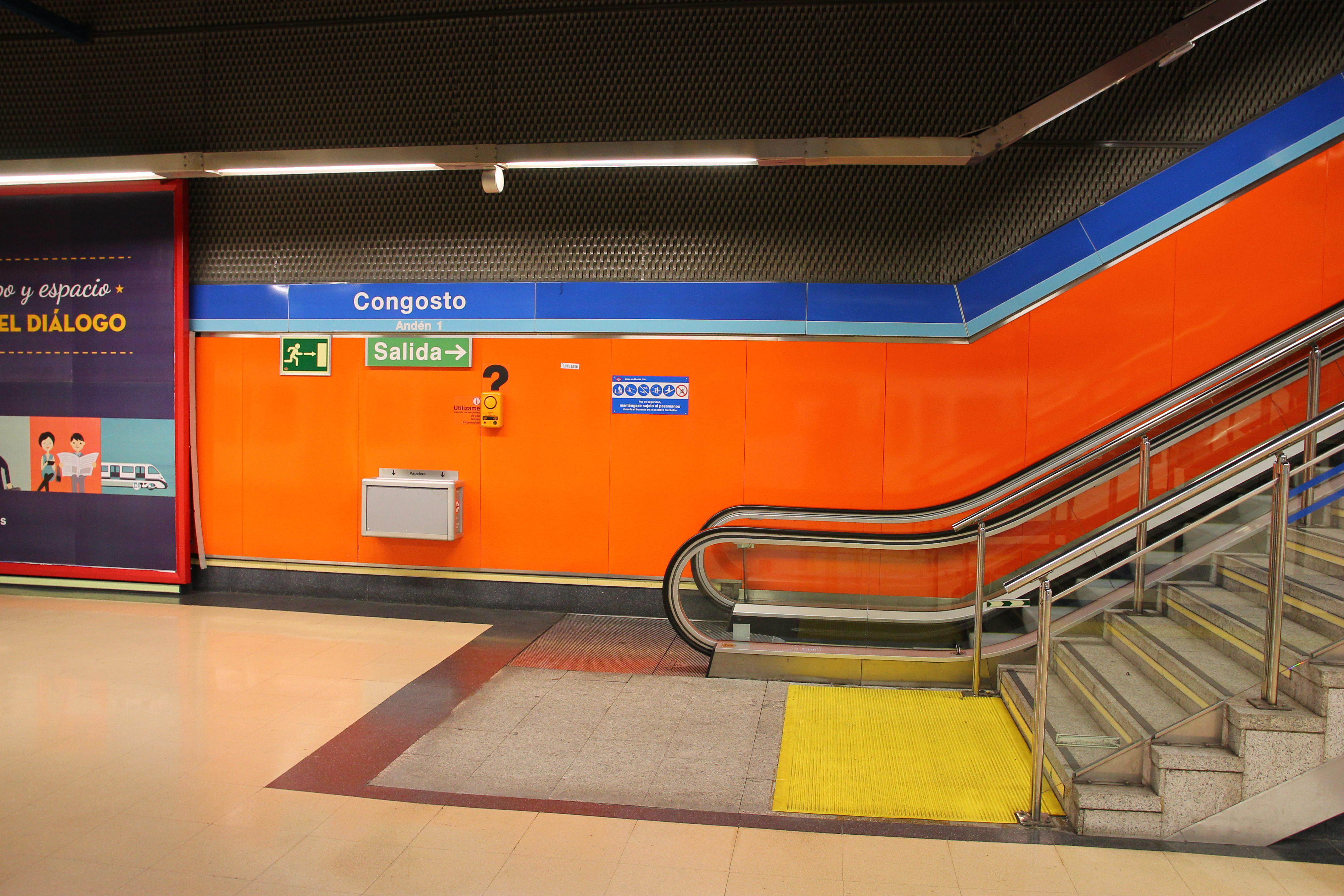
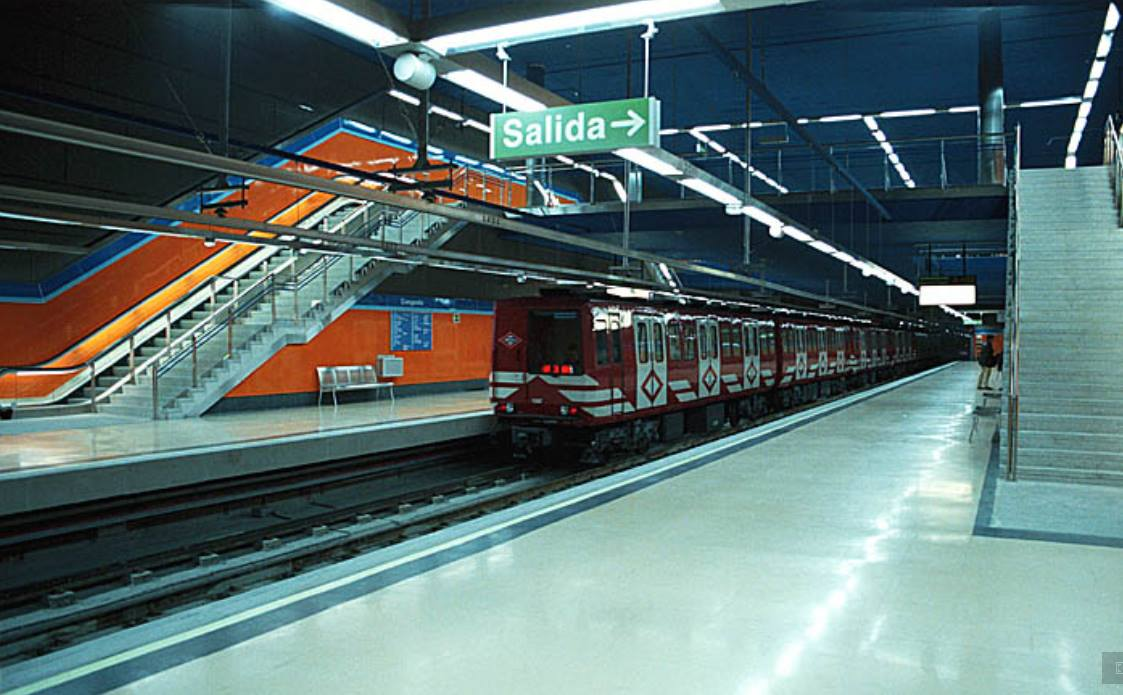
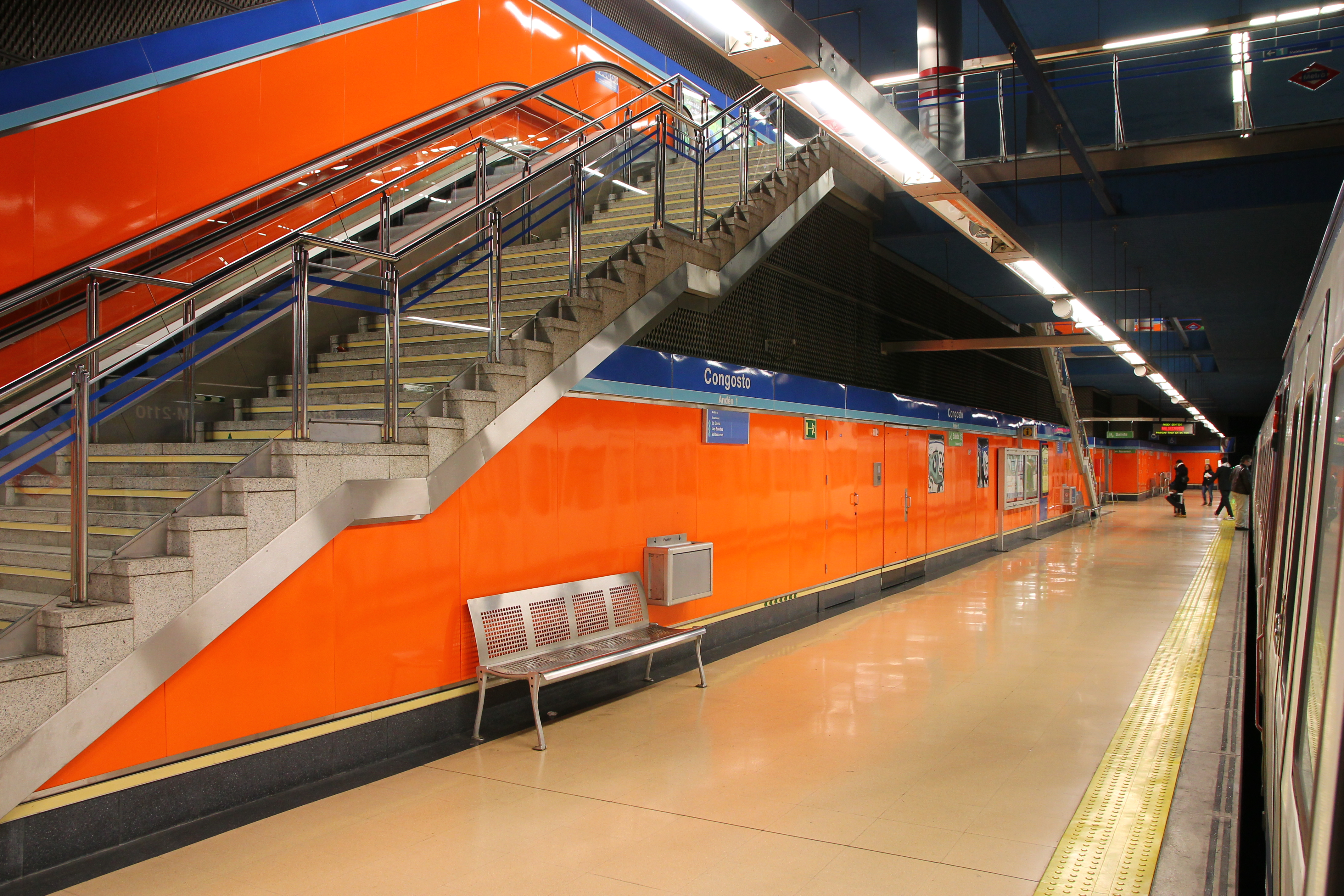

### Intermodalité
La station est en correspondance avec la ligne d'autobus no 54 du réseau EMT.